# ラミロ・フネス・モリ
ラミロ・ホセ・フネス・モリ（Ramiro José Funes Mori, 1991年3月5日 - ）は、アルゼンチン・メンドーサ出身のサッカー選手。元アルゼンチン代表。エストゥディアンテス・デ・ラ・プラタ所属。ポジションはDF。
双子のロヘリオ・フネス・モリもサッカー選手である。

## 経歴
アルゼンチン西部のメンドーサで生まれた。父親の仕事の関係で2001年に一家で渡米し、テキサス州アーリントンに引っ越し、双子のロヘリオと共にワークマン中学、アーリントン高校へ通いサッカーをしていた。高校在学時の2008年にFCダラスのユースチームに入団。一家は2009年にアルゼンチンに帰国し、ロヘリオと共にCAリーベル・プレートに入団した。
2011年にリーベルプレートのトップチームデビュー。ロヘリオは2013年にSLベンフィカに移籍したが、ラミロは2015年までリーベルでプレーし、コパ・リベルタドーレス2015優勝に貢献した。
2015年9月1日、プレミアリーグのエヴァートンFCと契約。9月12日のチェルシーFC戦の後半33分に、負傷したシェイマス・コールマンとの交代でプレミアリーグ初出場。11月28日のAFCボーンマス戦で、プレミアリーグ初ゴールを決めた。
2018年6月21日、ビジャレアルCFに移籍することが発表された。
　
2021年7月22日、アル・ナスルFCと2年契約を結んだ。
2023年7月18日、8年ぶりにCAリーベル・プレートに復帰した。

## 代表経歴
2015年3月のエルサルバドル戦で代表戦に初出場した。2016年10月6日のワールドカップ予選・ペルー戦で代表初得点を挙げた。

## タイトル
リーベル・プレート
- プリメーラB・ナシオナル : 2011-12
- アルゼンチン・プリメーラ・ディビシオン : 2014
- コパ・スダメリカーナ : 2014
- コパ・カンペオナート（英語版） : 2014
- コパ・リベルタドーレス : 2015
- スルガ銀行チャンピオンシップ : 2015

ビジャレアル
- UEFAヨーロッパリーグ : 2020-21